# François Joseph Marie Clary
Pour les articles homonymes, voir Famille Clary (Marseille).
François Joseph Marie, dit Marius, comte Clary, né le 3 octobre 1786 à Marseille, mort le 27 janvier 1841 à Paris, est un Colonel de la Grande Armée devenu Général sous la Restauration.

## Biographie
Marius Clary est le fils aîné d'Étienne François Clary (1757-1823), député des Bouches-du-Rhône au Corps législatif, et de Marcelle Guey († 19 septembre 1804), fille de Joseph Guey, échevin de Marseille.

### Guerres révolutionnaires
Enrôlé volontaire au 9e régiment de dragons le 8 février 1803, il est promu sous-lieutenant au 22e régiment de dragons le 7 décembre 1803, et passe le 12 mars 1804, dans le 10e régiment de dragons où il devient lieutenant le 3 mai 1805.
Aux camps de Compiègne et de Saint-Omer en 1803 et 1804, il suit la Grande Armée lors de la campagne d'Autriche en 1805, et devient aide de camp du maréchal Bernadotte, son oncle par alliance, le 9 novembre 1805. Clary, blessé d’un coup de lance le 20 novembre 1805 dans le combat de Rausnitz, est félicité par le maréchal pour sa brillante conduite le 2 décembre à Austerlitz, où il charge à la tête du 10e Dragons.
Il passe aide-de-camp du prince Joseph Bonaparte, un autre de ses oncles par alliance, le 17 janvier 1806 et sert à l’armée de Naples, notamment au siège de Gaète (1806). Devenu légionnaire le 14 mars 1806, il passe capitaine le 15 mai suivant, chef d'escadron le 1er juillet 1807 et devient chevalier de l’ordre des Deux-Siciles en 1808.
Après la campagne de Prusse (1806) et de Pologne (1807), il est admis au service du roi d'Espagne avec le grade de colonel le 9 juin 1808. Il quitte l'état-major du roi Joseph le 10 janvier 1810, date à laquelle il prend le commandement du  régiment de voltigeurs de la Garde royale espagnole et devient commandeur de l’ordre royal d'Espagne.
Il participe à la campagne d'Autriche (1809) puis de nouveau à celle d'Espagne de 1810 à 1812. Après le bourbier espagnol, il revient au service français le 27 juin 1813.

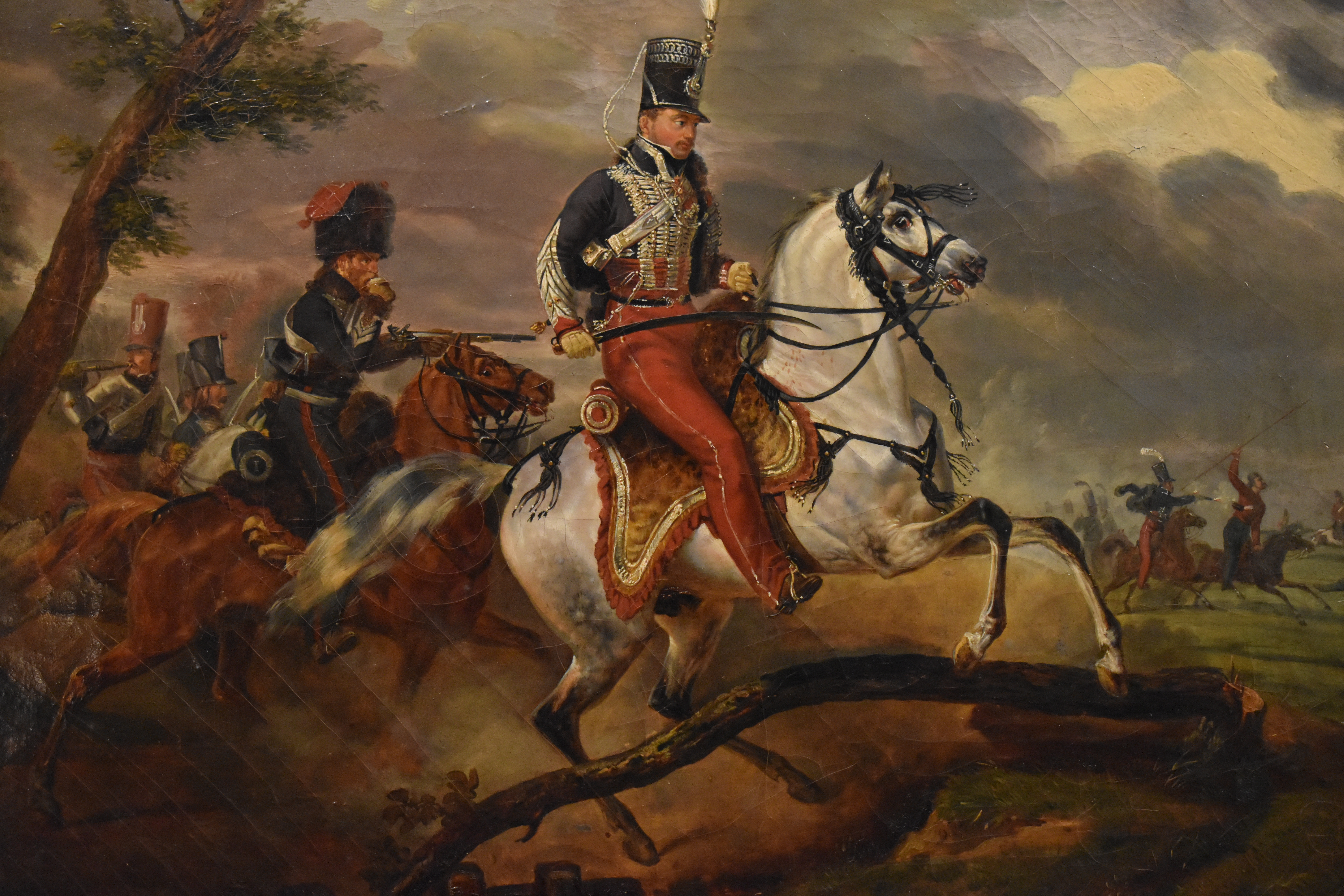
Portrait équestre du Colonel Clary, commandant le 1e Régiment de Hussards de 1813 à 1815 par Horace Vernet (Musée Massey).

Aide de camp à titre provisoire du maréchal Berthier le 22 avril 1813, il est réintégré comme colonel et nommé à la tête du 1er régiment de hussards le 17 juillet 1813. Il fait les campagnes de Saxe en 1813, où il s'illustre à Leipzig le 16 octobre 1813) et de France en 1814. Il devient officier de la Légion d'honneur le 3 janvier 1814.

### Fin de carrière
Après l’abdication, il est promu maréchal-de-camp le 23 août 1814 et nommé chevalier de Saint-Louis le 31 juillet mais reste en disponibilité.
Pendant les Cent-Jours, le général Clary est cassé dans son grade par l’Empereur, « qui ne lui pardonne pas son absence injustifiée (si ce n’est une maladie diplomatique) pendant la campagne de 1814 »[réf. à confirmer]. Néanmoins, Clary est nommé colonel du 4e régiment de chasseurs à cheval le 26 mars 1815 puis du 1er régiment de hussards le 30 mars. Il est rétabli dans son grade de général de brigade le 14 juin 1815. Il participe avec l’armée du Nord à la campagne de Belgique. Il fait preuve d’une grande bravoure à Waterloo, au point que « son ex-protecteur » Louis XVIII, l’assigne à résidence comme dangereux bonapartiste[réf. à confirmer].
À la seconde Restauration, il est confirmé dans son grade de maréchal-de-camp mais reste en disponibilité. De nouveau en non-activité le 1er septembre 1815, il accompagne sa tante, Désirée princesse royale de Suède, depuis Paris jusqu'en Suède en 1816. Il est fait commandeur de l'ordre de l'Épée de Suède le 23 mai 1825.
Créé comte par lettres patentes du 20 juillet 1829, il commande la même année, une brigade de cavalerie.
Rappelé après la révolution de Juillet 1830, il est chargé d’une inspection générale de cavalerie le 13 août 1830, devient commandant du département du Nord le 18 septembre 1831, de la Somme le 6 mai 1832, du Gers le 5 octobre 1835 et du Morbihan le 31 mars 1838. Il est remis en disponibilité le 28 avril 1840.
Mort le 27 janvier 1841, âgé de 54 ans, il est inhumé dans le caveau familial du cimetière du Père-Lachaise (24e division).
Le 27 janvier 1870, son neveu Joseph Adolphe (1837-1877), fils de Joachim Charles Napoléon (1802-1856), est autorisé à relever son titre de comte.

## Récapitulatif

### Titres
- 1er Comte Clary (à titre personnel par lettres patentes du 20 juillet 1829[10],[11],[9]) ;

### Distinctions
| Commandeur de la Légion d'honneur   | Chevalier de Saint-Louis | Chevalier de l'ordre des Deux-Siciles | Commandeur de l’ordre royal d'Espagne |
| Commandeur de ordre royal de l'Épée |                          |                                       |                                       |

- Légion d'honneur[2] :
  - Chevalier (14 mars 1806), puis,
  - Officier (3 janvier 1814), puis,
  - Commandeur de la Légion d'honneur (20 avril 1831) ;
- Chevalier de Saint-Louis (31 juillet 1814[4]) ;
- Chevalier de l’ordre des Deux-Siciles (1808[4]) ;
- Commandeur de l’ordre royal d'Espagne[4] ;
- Commandeur de l'ordre de l'Épée de Suède[12].

### Armoiries
| Image | Blasonnement |
| ----- | --- |
|       | Ses lettres patentes du 20 juillet 1829 portaient pour « règlement d'armoiries » D'azur, au vol d'argent, chargé d'une épée haute du même, montée d'or, et surmontée de deux étoiles aussi d'or ; au chef du même chargé de deux roses tigées et feuillées au naturelé,. |